# Francis Wayland
Francis Wayland III, född 23 augusti 1826, död 9 januari 1904, var en amerikansk jurist och politiker som var viceguvernör i Connecticut från 1869 till 1870.
Wayland tog examen från Brown University 1846 och läste juridik vid Harvard University. Han fick en domartjänst i Connecticut 1864. Därefter var han viceguvernör i delstaten 1869-1870, under den första ettåriga mandatperiod som Marshall Jewell var guvernör. Jewell var åter guvernör från 1871 till 1873, men då var Morris Tyler viceguvernör.
År 1872 blev han professor vid Yale Law School, där han var dekanus från 1873 till 1903.